# Ancteville
Ancteville település Franciaországban, Manche megyében. Lakosainak száma 225 fő (2018. január 1.). Ancteville Muneville-le-Bingard, Monthuchon, Montsurvent, La Ronde-Haye, Saint-Sauveur-Lendelin, Servigny, La Vendelée és Gouville-sur-Mer községekkel határos.

## Népesség
A település népességének változása:
| Lakosok száma | 254  | 212  | 208  | 204  | 199  | 253  | 252  | 258  | 237  | 225  |
|               | 1968 | 1975 | 1982 | 1999 | 2006 | 2011 | 2013 | 2016 | 2017 | 2018 |